# Blas de Lezo (1924)
El Blas de Lezo fue un crucero ligero líder de su clase perteneciente a la Armada Española; aunque fue puesto en grada con el nombre de Méndez Núñez, cambió su nombre con su gemelo antes de su botadura.

## Construcción

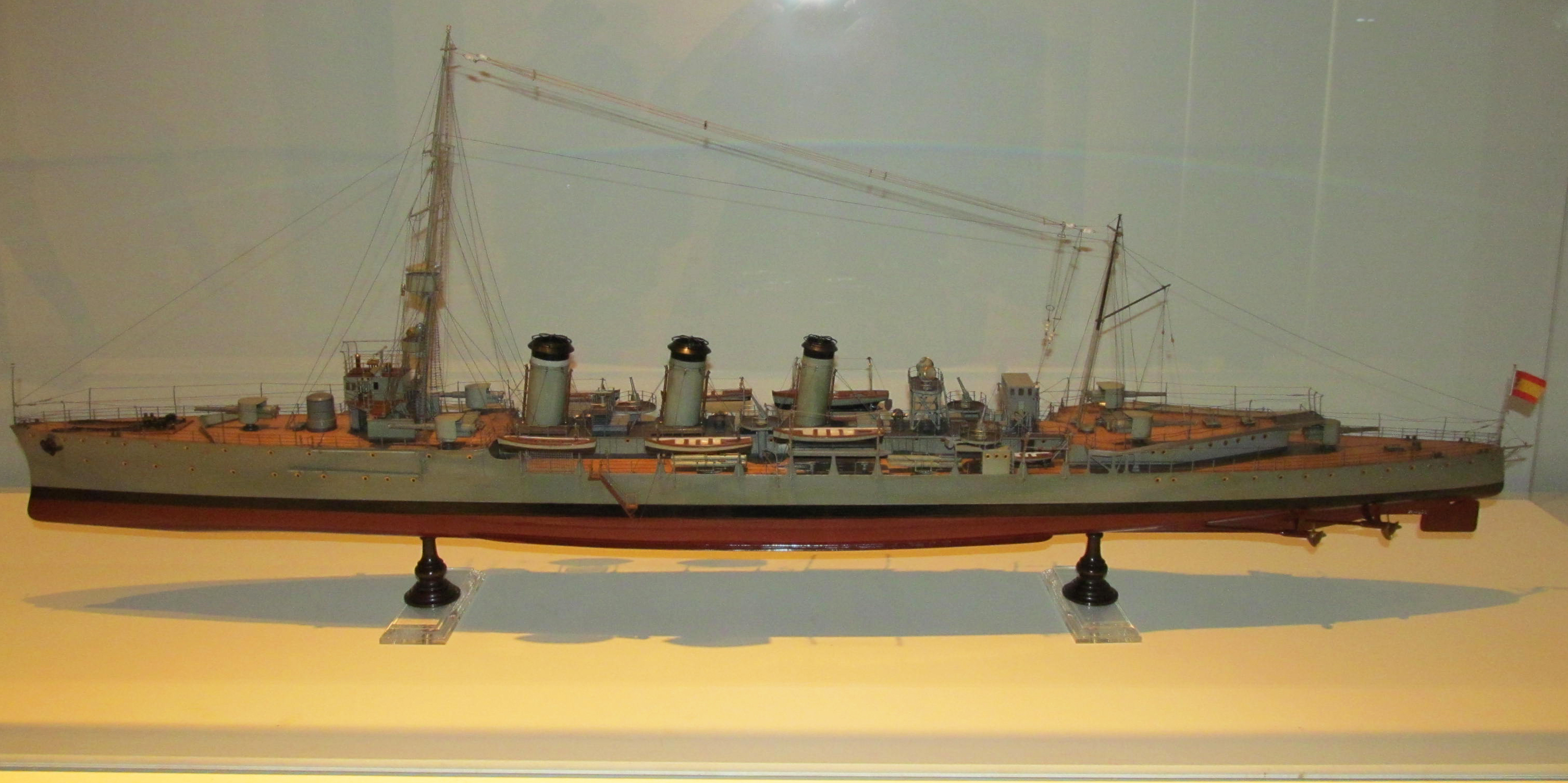
Maqueta del crucero Blas de Lezo en el Museo Naval de Madrid.

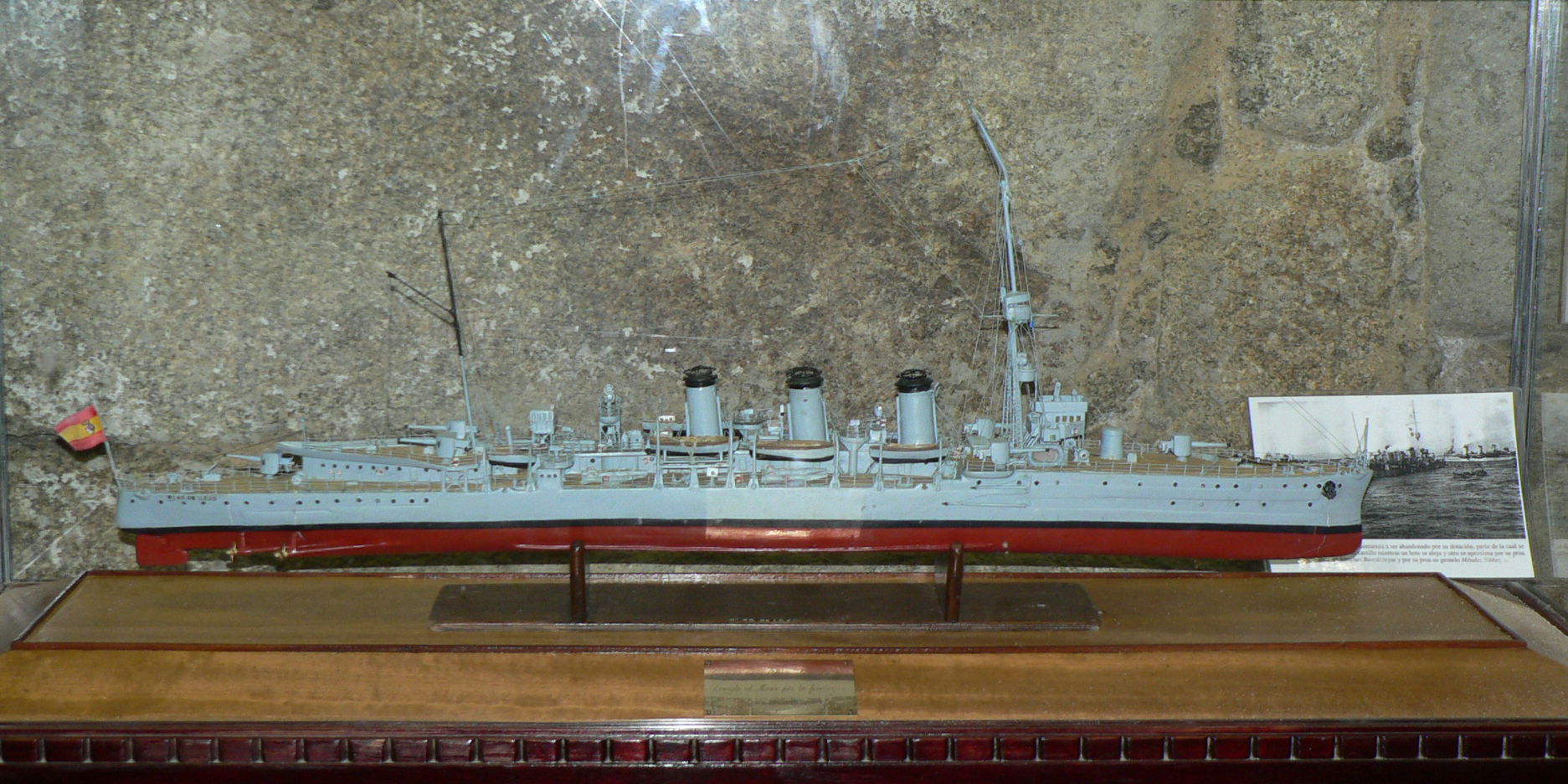
Maqueta del crucero Blas de Lezo en el Museo Naval de Ferrol.

Perfil del Blas de Lezo, con su aspecto en 1932.

Fue autorizado por medio de la modificación de la Ley Miranda, por la más nueva, llamada Ley Cortina por el ministro de Marina, marqués de Cortina, para dos cruceros rápidos, el citado y su gemelo el Méndez Núñez. Su quilla fue puesta en grada en el astillero de la Sociedad Española de Construcción Naval en Ferrol, botado en 1923 y entregado a la Armada Española en 1925.
Se trataba de un tipo de cruceros similar a los que participaron en la Primera Guerra Mundial, inspirado en el tipo C británico. Su concepto estaba ya anticuado antes de iniciarse, ya que su propulsión mixta le impedía alcanzar una velocidad adecuada y carecía corrección de dirección de tiro.

## Historial
El 21 de febrero de 1925, realizó sus pruebas oficiales en Ferrol. Participó en el desembarco de Alhucemas en 1925. En 1927, fue enviado a China con motivo de los sangrientos sucesos provocados por la lucha de poder entre Wang Jingwei y Chiang Kai-shek tras la muerte repentina del presidente Sun Yat-sen, donde se unió a una escuadra internacional, que fondeó en el río Yang-Tse, frente a Shanghái. De regreso a su base, en noviembre del mismo año realizó una escala en Manila.

### Hundimiento
Durante unas maniobras navales en 1932, frente a Finisterre, cuando navegaba entre la costa y el bajio de O´Centolo, chocó con una de dos agujas de piedra no marcadas en aquella época y partió la quilla. Se hundió a cinco millas de la costa a 76 metros de profundidad. No hubo bajas. En el posterior consejo de guerra, celebrado en 1933, se produjo sentencia absolutoria hacia su comandante.